# Prefectura autónoma hui de Linxia
Linxia (en chino, 临夏; pinyin, Línxià, léase Lin-Siá) es una prefectura autónoma localizada en la provincia de Gansu al noroeste del corazón geográfico de la República Popular China. Se ubica a aproximadamente 70 kilómetros de la capital provincial. Limita al norte con Lanzhou, al sur con Gannan, al oeste con Qinghai y al este con Dingxi. Tiene un área de 8417 km² y su población es de 1 946 677 habitantes.

## Toponimia
Linxia significa "al frente del gran Xia" en referencia al río Daxia, un afluentes del río Amarillo que baña  la parte meridional de la provincia de Gansu. Se dice que el río toma el nombre "Xia" del Reino Xia de la antigüedag.
Como las otras regiones autónomas, se caracteriza por estar asociada a un grupo étnico minoritario, en este caso, los hui. La región recibió la condición de "autónomo" cuando se estableció la "Prefectura autónoma hui de Linxia" en noviembre de 1956.

## Administración
La prefectura autónoma de Linxia se divide en 1 ciudad-municipio, 5 condados y 2 condados autónomos.
- Ciudad de Linxia 临夏市
- Condado de Linxia 临夏县
- Condado Kangle 康乐县
- Condado de Yongjing 永靖县
- Condado Guanghe 广河县
- Condado Hezheng 和政县
- Condado autónomo Dongxiang 东乡族自治县
- Condado autónomo Jishishan Bonan, Dongxiang y Salar 积石山保安族东乡族撒拉族自治县

## Historia
En el pasado la ciudad de Linxia fue llamada Hezhou (河州) y sus alrededores como Prefectura de Hezhou. A través de la historia la ciudad fue punto importante de paso de rutas, entre ellas la Ruta de la seda. Durante partes de la dinastía Song es donde los historiadores creen que fue entonces, que los musulmanes probablemente construyeron su primera mezquita.
Hezhou ya era un importante centro islámico en los años de 1670,cuando el sufista de Kashgar el maestro Afaq Khoja religioso y líder político hizo su recorrido por las comunidades musulmanas en las fronteras del Imperio Qing. Aunque su predicación en Xining, Didao y Lanzhou está mejor documentada, lo más probable también paso por la ciudad de Linxia.En cualquier caso,Khoja Afaq y su discípulo Ma Tai Baba y otro maestro chino Sufista, Qi Jingyi - el fundador de la rama china de la escuela Qadiriyyah - fueron enterrados en Hezhou.
Poco después del comienzo de la gran rebelión musulmana en el noroeste de China, en 1862, se convirtió Hezhou en uno de los principales lugares de rebeldes. El líder de la rebelión en la región de Hezhou era Ma Zhan'ao.

## Clima
Con una elevación en promedio de 2000 m sobre el nivel del mar la temperatura media anual de la ciudad es de 8 °C y hay sólo 155 días libres de heladas al año. La zona es semiárida, con precipitaciones anuales de solo 442 mm.
| Parámetros climáticos promedio de Linxia | Parámetros climáticos promedio de Linxia | Parámetros climáticos promedio de Linxia | Parámetros climáticos promedio de Linxia | Parámetros climáticos promedio de Linxia | Parámetros climáticos promedio de Linxia | Parámetros climáticos promedio de Linxia | Parámetros climáticos promedio de Linxia | Parámetros climáticos promedio de Linxia | Parámetros climáticos promedio de Linxia | Parámetros climáticos promedio de Linxia | Parámetros climáticos promedio de Linxia | Parámetros climáticos promedio de Linxia | Parámetros climáticos promedio de Linxia |
| Mes                                      | Ene.                                     | Feb.                                     | Mar.                                     | Abr.                                     | May.                                     | Jun.                                     | Jul.                                     | Ago.                                     | Sep.                                     | Oct.                                     | Nov.                                     | Dic.                                     | Anual                                    |
| ---------------------------------------- | ---------------------------------------- | ---------------------------------------- | ---------------------------------------- | ---------------------------------------- | ---------------------------------------- | ---------------------------------------- | ---------------------------------------- | ---------------------------------------- | ---------------------------------------- | ---------------------------------------- | ---------------------------------------- | ---------------------------------------- | ---------------------------------------- |
| Temp. media (°C)                         | -6                                       | -3                                       | 3                                        | 9                                        | 13                                       | 16                                       | 18                                       | 17                                       | 13                                       | 7                                        | 1                                        | -5                                       | 6                                        |
| Precipitación total (mm)                 | 4                                        | 6                                        | 16                                       | 33                                       | 61                                       | 57                                       | 96                                       | 110                                      | 81                                       | 35                                       | 6                                        | 2                                        | 506                                      |
| Fuente: Weatherbase 2009年12月8日        |                                          |                                          |                                          |                                          |                                          |                                          |                                          |                                          |                                          |                                          |                                          |                                          |                                          |

## Represas
En 1955, pocos años después de la creación de la República Popular China, el gobierno comunista anunció un programa a gran escala de construcción de la presa hidroeléctrica en el río Amarillo. Dos de ellas fueron construidas en el condado Yongjing, La presa Yanguoxia (1958-1961) de 57 metros de alto y la presa Liujiaxia (1958–1969) de 147 metros de alto. Las represas han contribuido en gran medida a la economía nacional y sobre todo a la regional. La construcción de estas presas obligó el desplazamiento de un alto número de agricultores locales. Los pagos compensatorios a los agricultores afectados por las Represas, supuestamente entre 250 yuanes y 364 por persona,se dice que los residentes recibieron menor cantidad de compensación porque en 1958, cuando el proyecto comenzó se subestimaba el valor de sus activos.

## Transporte
Solo en el condado de Linxia pasa la autopista nacional china 213 de 2800 km,que cruza el condado y la conecta con la capital provincial de Lanzhou y con otras regiones. Debido al terreno inhóspito no llegan vías férreas y tampoco tiene aeropuerto.